# Emmanuel Anati
Emmanuel Anati est un archéologue italien né le 14 mai 1930 à Florence (Italie). Il est le principal défenseur d'une théorie peu suivie selon laquelle le site archéologique de Har Karkom correspondrait au Mont Sinaï mentionné dans la Bible.

## Parcours
Pendant la Seconde Guerre mondiale, sa famille se cache des Nazis dans une caverne à 80 kilomètres de Florence  et après la guerre, ils émigrent tous en Israël. 
Il est le fondateur et le directeur du Centre Camunien des Études Préhistoriques (CCSP) à Capo di Ponte, Valle Camonica, Italie.
Il se consacre depuis plusieurs années au projet World Archive of Rock Art (WARA), une banque de données mondiale de l'art préhistorique et tribal en vue d'une analyse globale et comparée.

## Thèse sur Har Karkom
Il a été responsable de 15 campagnes de fouilles (1980-86) dans le Sinaï et le Neguev, et sur le mont Har Karkom qu'il considère comme le Mont Sinaï de la Bible.
Il propose une chronologie des Hébreux beaucoup plus ancienne que celle généralement acceptée à l'heure actuelle :
- - 2600 : migration d'Abraham
- - 2500 : implantation en Égypte
- - 2250 : fuite des Hébreux
- - 2250 : séjour au mont Sinaï
- vers - 2000 : prise de Jéricho et installation en Terre promise
- - 2000 à -1 000 : période des Juges

Emmanuel Anati déclare :
« J'ai visité Har Karkom pour la première fois en 1954. En arrivant sur place j'ai été frappé par cette montagne, un relief en forme de mesa, entourée de précipices et couronnée de deux proéminences. Le vent y souffle en permanence et projette le sable contre les rochers ce qui les fait chanter… En arabe cette montagne s'appelait djebel Ide id ou "La montagne de la célébration"… Elle fut débaptisée pour recevoir le nom israélien de Har Karkom ou "montagne de safran". Les sites les plus anciens remontant à 500000 ans, mais la majorité datent d'une période qui s'étend de 4300 à 2000 ans av. J.-C. incluant le Chalcolithique, le Bronze ancien et le début du Bronze moyen. Cette montagne sacrée est sans autre équivalent, dans la péninsule du Sinaï.[réf. nécessaire] »

## Réception de cette thèse
Emmanuel Anati publie son travail sous forme d'un ouvrage grand format illustré, intitulé The Mountain of God. 
Étant donné qu'aucune publication dans une revue professionnelle à comité de lecture n'est faite, la thèse d'Anati n'entraîne aucune réaction au niveau des revues professionnelles. Les réactions sont, à l'inverse, nombreuses dans les médias.
Le travail d'Anati reçoit les vifs encouragements du Vatican dans l'officiel Osservatore Romano.
Par contre, les réactions sont très négatives dans les milieux scientifiques et la quasi-totalité des archéologues s'opposent à ses thèses,. Ainsi Israël Finkelstein rappelle que les rédacteurs de l'histoire de l'Exode décrivent - à partir du VIIe ou VIe siècles av. J.-C. - une réalité postérieure de plusieurs siècles à que l'on trouve à Har Karkom. Dans Biblical Archæology Review, il publie une analyse de l'ouvrage d'Anati avec une conclusion lapidaire : « En résumé, on ne trouve pas dans ce livre une once du savoir-faire élémentaire que requiert cette discipline scientifique qu'est l'archéologie ».